# Safawidzi
Safawidzi (pers. صفویان) – dynastia panująca w Iranie w latach 1501–1736.

## Historia

### Początki i zdobycie władzy
Początki historii rodu Safawidów są niejasne. Być może z pochodzenia byli Kurdami, "ale pod każdym praktycznym względem byli tureckojęzyczni i sturkizowani". Ich kariera rozpoczęła się na początku XIV wieku, gdy Safi ad-Din (zm. 1324) przejął przywództwo lokalnego tarikatu z siedzibą w Ardabilu, który od jego imienia zaczęto nazywać "safawijje". Przywództwo tarikatu "safawijje" miało charakter dziedziczny wśród potomków Safi ad-Dina. On sam był sunnitą należącym do szkoły szafi'ickiej, jednak w bliżej nieznanym momencie jego następcy przyjęli szyizm. Safawidzka propaganda znajdowała żywy oddźwięk wśród turkmeńskich plemion, które od XV wieku łączyła wrogość w stosunku do centralizacyjnej polityki Osmanów, będącej nie do pogodzenia z tradycyjnym koczowniczym stylem życia. Kiedy w roku 1447/1448 przywództwo tarikatu przejął Dżonejd (zm. 1460), zaczął on zbierać wokół siebie Turkmenów i organizować ich do najazdów na narody Kaukazu pod hasłem dżihadu. Te najazdy doprowadziły Safawidów do konfliktu z szyrwanszahem i najpotężniejszym władcą regionu, przywódcą Kara Kojunlu Dżahanszahem (1438 – 1467), który nakazał Dżonejdowi rozwiązać jego siły. Dżonejd schronił się pod protektoratem rywala Dżahanszaha, wodza Ak Kojunlu Uzun Hasana (1452 – 1478), ostatecznie zginął jednak w trakcie kolejnego rajdu w walce z siłami szyrwanszaha. Jego syn Hajdar (zm. 1488) wziął za żonę córkę Uzun Hasana, jednak następca tego ostatniego, Jakub (1478 – 1490), poczuł się zagrożony przez rosnącą potęgę Safawidów i w przymierzu z szyrwanszahem pokonał i zabił ich przywódcę. To właśnie za czasów Hajdara zwolennicy Safawidów zaczęli nosić czerwone turbany z dwunastoma frędzlami na cześć dwunastu imamów, od których otrzymali nazwę Kyzyłbasze (dosłownie "czerwone głowy"). Jakub uwięził synów Hajdara, jednak jeden z następnych przywódców Ak Kojunlu, Rustem (1493 – 1497), uwolnił ich, tylko po to, by w roku 1494 zaatakować Safawidów i zabić najstarszego z nich Alego. Po tym wydarzeniu siedmioletni wówczas brat Alego, Esma'il (1501 – 1524), ukrył się w Lahidżanie pod opieką miejscowego władcy. Mimo śmierci trzech kolejnych przywódców Safawidzi zachowali wpływy wśród swoich zwolenników, co można wyjaśnić odwoływaniem się przez nich do posłuszeństwa jakie adept sufizmu ("morid") powinien okazywać swojemu mistrzowi ("morszid-e kamil"), przypisywaniem sobie statusu wcielenia Boga i zarazem przedstawiciela nieobecnego imama. Wykorzystując ciągłe walki o władzę pośród Ak Kojunlu w roku 1499 Esma'il opuścił Lahidżan i udał się do Ardabilu. Latem następnego roku zebrało się wokół niego około 7 tys. Kyzyłbaszy i w grudniu pokonał on i zabił szyrwanszaha Farrochsajara (1468 – 1500), mszcząc tym samym śmierć ojca i dziadka. Z kolei w roku 1501 Esma'il pokonał siły Ak Kojunlu w bitwie na równinie Szarur nieopodal Nachiczewanu i zajął Tebriz, gdzie zaczęto w jego imieniu bić monety oraz czytać chutbę. Ogłosił on wówczas imamizm prawdziwą religią. Bitwa na równinie Szarur okazała się decydująca i do roku 1508 Esma'ilowi udało się zająć resztę terytoriów Ak Kojunlu w Iranie i Iraku.

### Rozkwit państwa Safawidów

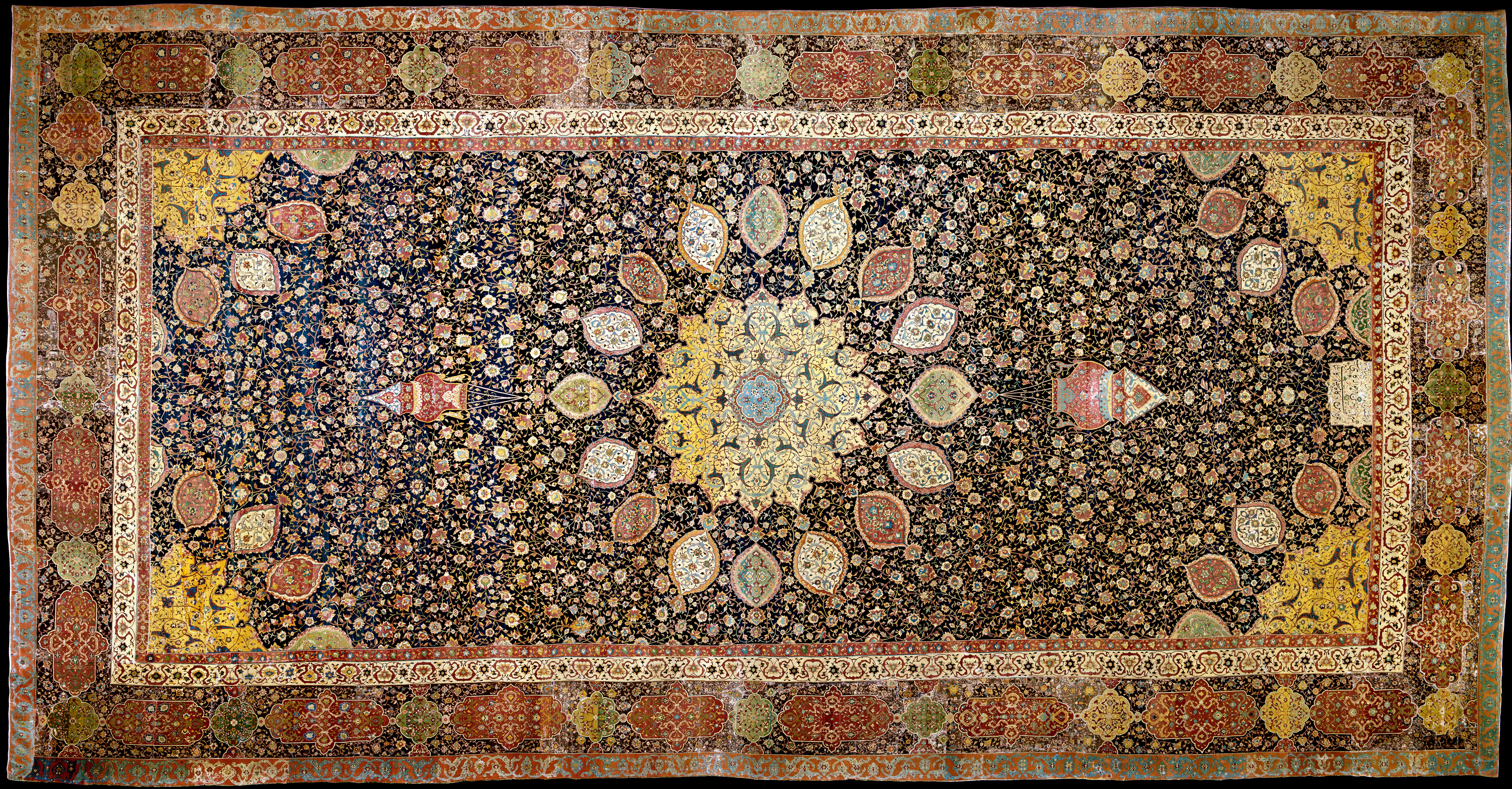
Tzw. Kobierzec ardabilski, powstały w 1539 na zlecenie szacha Tahmaspa. Muzeum Wiktorii i Alberta

W roku 1507 Uzbecy zajęli Chorasan aż do Meszhedu włącznie. W roku 1510 Esma'il pokonał i zabił w bitwie pod Merwem chana Uzbeków Muhammada Szejbaniego (1500 – 1510), jednak podejmowane później we współdziałaniu z Baborem próby podboju Azji Środkowej nie przyniosły rezultatu. Głównymi rywalami Esma'ila byli jednak sunniccy Osmanowie. W roku 1514 sułtan Selim (1512 – 1520) pokonał Esma'ila w bitwie na równinie Czałdyran, która nie tylko doprowadziła do utraty szeregu terytoriów na wschodzie, ale podważyła półboski status przywódcy safawijje i naruszyła tym samym szczególną więź pomiędzy nim a Kyzyłbaszami, a przez to miejsce bezwzględnego posłuszeństwa zajęła zwyczajna niesubordynacja dbających głównie o interesy własnego plemienia koczowników. Walki z Uzbekami i Osmanami miały stanowić trwały element historii Safawidów, podobnie jak generalnie przyjazne stosunki z Wielkimi Mogołami. Pierwsze lata panowania małoletniego syna Esma'ila, Tahmaspa (1524 – 1576), były okresem wojny domowej o sprawowanie regencji pomiędzy plemionami Kyzyłbaszy. Kiedy Tahmasp objął samodzielną władzę dążył do ograniczenia wpływów Kyzyłbaszy poprzez promowanie na wyższe stanowiska Persów oraz tworzenie oddziałów niewolnych żołnierzy, tzw. gholamów. Tahmasp zmierzał także do oparcia państwa na nowych ideologicznych podstawach umiarkowanego imamizmu i poczynił ogromne wysiłki w kierunki nawrócenia swoich poddanych na to wyznanie. Po wieloletniej wojnie z Osmanami zawarł z nimi pokój w Amasji w roku 1555, stabilizując tym samym wschodnią granicę. W sumie "to panowanie Tahmaspa skonsolidowało safawidzkie rządy, zdefiniowało granice Persji i rozpowszechniło szyizm w Iranie". 

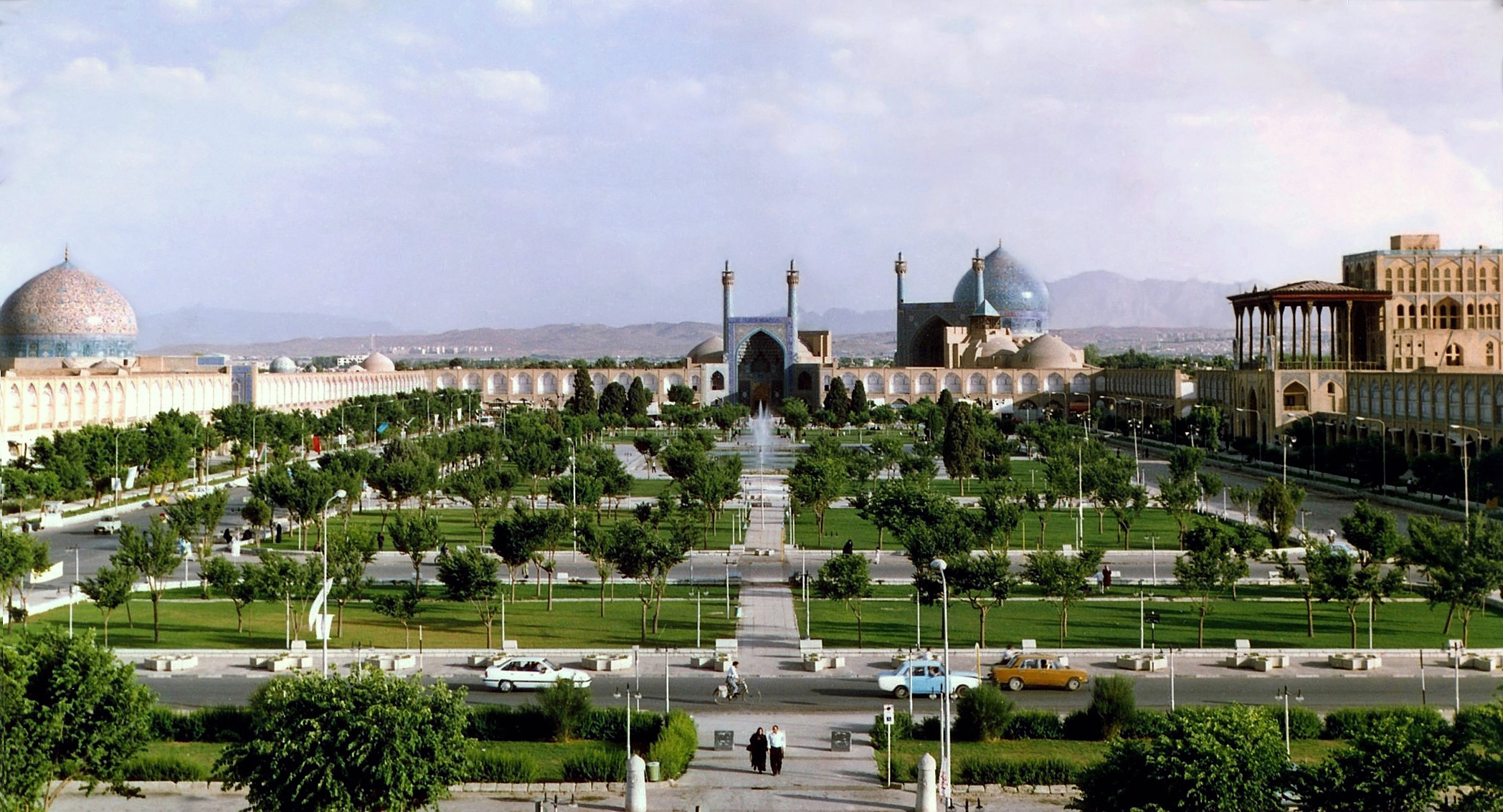
Stworzony za czasów Abbasa I (1587 – 1629) Plac Naghsz-e Dżahan w Isfahanie

Podczas panowania dwóch synów Tahmaspa, Esma'ila II (1576 – 1577) i Mohammada Chodabande (1577 – 1587) kraj pogrążył się w konfliktach pomiędzy poszczególnymi plemionami Kyzyłbaszy oraz Kyzyłbaszami a Persami, co natychmiast wykorzystali Uzbecy i Osmanowie. Ład przywrócił dopiero najwybitniejszy z Safawidów, Abbas I Wielki (1587 – 1629). W roku 1590 zakończył on dwunastoletnią wojnę z Osmanami zrzekając się szeregu terytoriów na wschodzie, a w zamian zyskując czas na przeprowadzenie koniecznych reform. Kontynuując praktykę rozpoczętą przez Tahmaspa Abbas rozwinął korpus gholamów, rekrutujących się spośród ludów Kaukazu, i wyposażył ich w broń palną. Ograniczało to rolę Kyzyłbaszy w armii, a gholamowie byli im przeciwstawiani także w sferze cywilnej – szacuje się, że pod koniec panowania Abbasa zajmowali oni około jednej piątej najwyższych stanowisk. Oznaką centralizacji było także przekształcenie wielu ziem dotychczas oddanych w lenno ("tijul", "sojurghal") na ziemie królewskie ("chasse"), co zwiększyło dochody państwa. Rozwojowi handlu sprzyjało zbudowanie przez szacha sieci dróg i karawanserajów oraz aktywna polityka rozwijania kontaktów z europejskimi kupcami. Przeprowadzone reformy pozwoliły Abbasowi wygrać wojny z Uzbekami, Mogołami i Osmanami, oraz zająć m.in. Irak z Bagdadem i świętymi miastami szyitów – Karbalą i Nadżafem.

### Schyłek dynastii

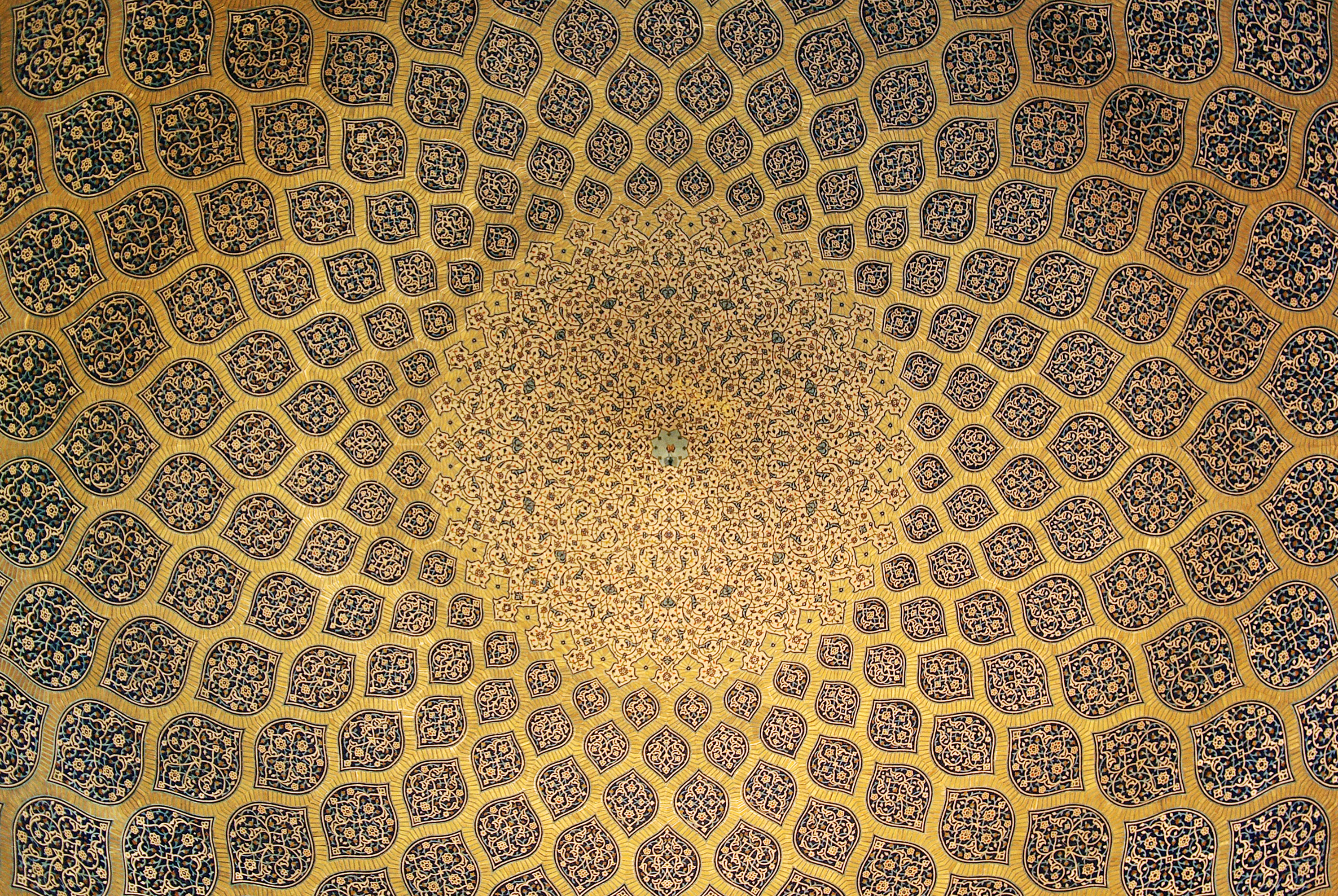
Sufit Meczetu Szejcha Loftollaha w Isfahanie z XVII w.

Po śmierci Abbasa rozpoczął się schyłek państwa Safawidów. Inaugurując praktykę zamykania potencjalnych następców tronu w haremie Abbas sprawił, że byli oni nieprzygotowani do rządzenia. Ta polityka miała utrudnić im wzniecanie buntów, lecz jej rzeczywistym rezultatem był wzrost politycznych wpływów znajdujących się w haremie kobiet i eunuchów, a przebywający ciągle w ich towarzystwie książęta stali się centrum intryg w o wiele większym stopniu niż dotychczas. Jednocześnie nastawiona na szybkie zwiększenie dochodów państwa polityka zarządców ziem królewskich okazała się na dłuższą metę mieć negatywne skutki dla ich produktywności. W rezultacie ostatecznie pieniędzy było mniej, a ze względu na odebranie Kyzyłbaszom szeregu ziem zmniejszyła się ich liczba. W sumie wielkość armii Safawidów systematycznie spadała. Wnuk i następca Abbasa, Safi I (1629 – 1642), był okrutnym alkoholikiem, który ostatecznie przegrał kolejną wojnę z Osmanami i na mocy traktatu z roku 1639 ponownie utracił na ich rzecz Irak. Traktat ten jednak zapewnił Iranowi niemal wiek pokoju z tej strony. Ostatnim godnym następcą Abbasa był jego imiennik Abbas II (1642 – 1666), który wstępując na tron w wieku 10 lat uniknął długotrwałego dzieciństwa spędzonego w haremie. Ze względu na pomyślne okoliczności jego panowanie jest uważane za "babie lato ery Safawidów".
Dwaj kolejni Safawidzi, Safi II (1666 – 1694) i Soltan Hosejn (1694 – 1722), byli typowymi wytworami wychowania w haremie, słabo interesującymi się sprawami państwa. W tej sytuacji rzeczywistą władzę przejęły kobiety i eunuchowie haremu, a w kraju zaczęło panować ogólne nieposzanowanie prawa i korupcja. W tym samym czasie państwo pogrążało się w ekonomicznym kryzysie – spadła produkcja rolnicza, a prawdopodobnie także produkcja jedwabiu, głównego perskiego towaru eksportowego. Zagraniczni kupcy, znajdujący coraz mniej perskich towarów, które mogłyby być wyeksportowane do Europy lub Indii, wydrenowali kraj z jego zasobów złota i srebra, co doprowadziło do kryzysu monetarnego. Polityka religijnej nietolerancji, która była rezultatem wzrastających wpływów ulemów na dworze, także odbiła się na gospodarce, ponieważ dotknęła m.in. odgrywających ważną rolę w handlu Ormian i Hindusów. Safawidzi trwali przede wszystkim z powodu równoczesnej słabości swoich sąsiadów, jednak wraz z nadejściem XVIII wieku ich władzą zachwiała seria buntów, które były rezultatem m.in. wzrastającej presji podatkowej bankrutującego państwa. Jednymi z rebeliantów byli pasztuńscy Ghilzai, którzy pod przywództwem Mir Wajsa (1709 – 1715) opanowali Kandahar. Syn Mir Wajsa, Mahmud (1717 – 1725), przedsięwziął najazd na Iran i w roku 1722 pokonał dwukrotnie liczniejszą i lepiej wyposażoną, lecz źle dowodzoną i zdemoralizowaną armię Safawidów w bitwie pod Golnabadem w pobliżu Isfahanu, by następnie po sześciomiesięcznym oblężeniu zająć to stołeczne miasto. Soltan Hosejn poddał się najeźdźcy i przekazał mu insygnia władzy. Był to właściwie koniec panowania Safawidów w Iranie. Syn Soltana Hosejna, Tahmasp II (1729 – 1732), podjął walkę z Afganami, podczas której faktyczną władzę zdobył jego wódz, Nader Szah (1736 – 1747). Do roku 1730 wyparł on Afganów z Iranu i dwa lata później zdetronizował Tahmaspa II, wprowadzając na tron jego małoletniego syna Abbasa III (1732 – 1736), by w końcu w roku 1736 objąć samodzielną władzę. Tahmasp II i jego syn zostali ostatecznie zamordowani w roku 1740. Safawidzcy pretendenci do tronu pojawiali się jeszcze w różnych okolicznościach aż do roku 1773, ale nie odgrywali już znaczącej roli.

## Znaczenie dynastii, religia i kultura

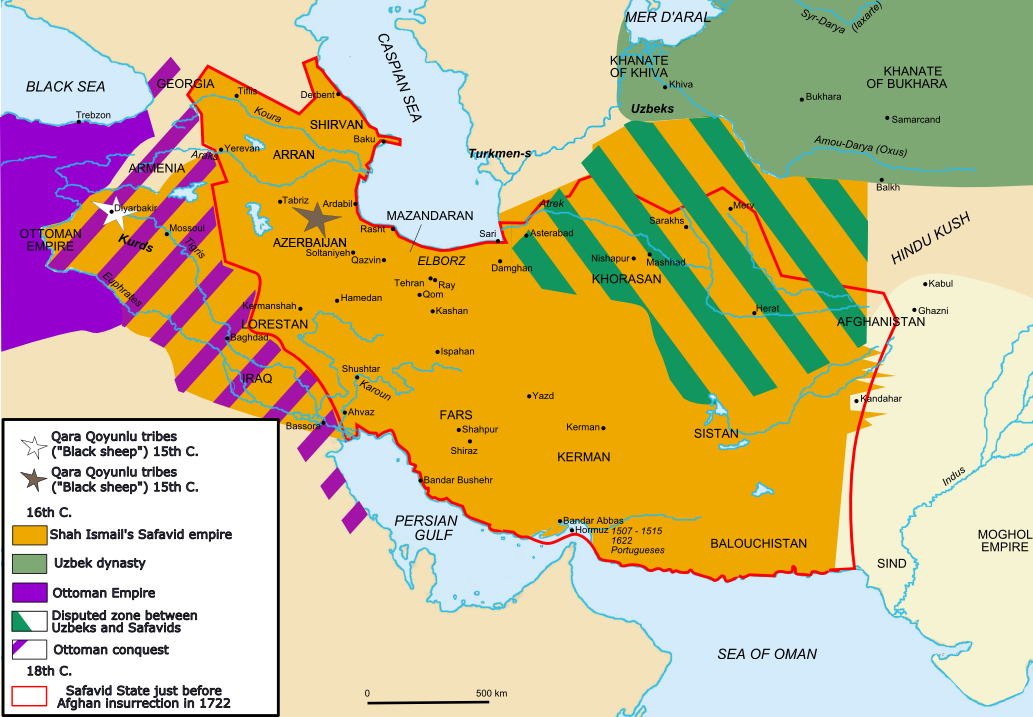
Rozwój terytorialny państwa Safawidów

Ustanowienie dynastii Safawidów jest często uważane za początek nowożytnej historii Iranu, a stworzone przez nich państwo za oznakę formowania się perskiego państwa narodowego. Jest tak przede wszystkim dlatego, że Safawidzi zjednoczyli pod swoimi rządami terytorium obejmujące obszar zbliżony do współczesnego Iranu, który odtąd w zasadzie pozostawał pod jedną władzą aż do dziś, oraz nadali Iranowi jego szyicką tożsamość. Obie te kwestie były zresztą ze sobą powiązane. Nawrócenie dotychczas w zdecydowanej większości sunnickiego Iranu na szyizm miało jednak charakter stopniowy i jeszcze w roku 1720 jeden z Osmańskich obserwatorów szacował, że jedna trzecia kraju pozostała sunnicka. Wraz z państwowymi wysiłkami na rzecz nawrócenia Irańczyków na oficjalne wyznanie postępował proces standaryzacji religijnych praktyk, powiązany z rygorystycznym przestrzeganiem szari'atu. Był on zwrócony przeciwko "ludowej" religii Kyzyłbaszy, pełnej orgiastycznych praktyk, jak i szerzej sufizmowi, który w XVII wieku został w Iranie niemal całkowicie wypleniony. Z biegiem czasu Safawidzi rezygnowali z pretensji do półboskiego statusu zawartych w ich pierwotnej ideologii i kładli nacisk na swoje rzekome pochodzenie od siódmego imama Musy al-Kazima (imam 745 – 799) oraz bycie reprezentantami nieobecnego imama. Zgodnie z tradycyjnym imamickim nauczaniem podczas nieobecności imama nie można było wykonywać wielu zastrzeżonych tylko dla niego praktyk, takich np. jak prowadzenie piątkowej modlitwy, a każda władza była nielegalna. Pozostający pod wpływem nauczania Al-Hillego osulici przypisywali jednak modżtahedom (to jest uczonym zdolnym do uprawiania edżtehadu) prawo do wykonywania wielu prerogatyw dotychczas zastrzeżonych dla imama. Popierający Safawidów Al-Karaki (zm. 1534) twierdził nawet, że modżtahed ma wręcz obowiązek pobierać podatki na rzecz świeckiego władcy ("dża'ir" – tyrana), jeśli jest to w interesie muzułmanów. Niemniej wielu imamitów, zarówno osulitów, jak i w szczególności achbarytów, którzy uznawali, że pod nieobecność imama jedynym źródłem wiedzy jest Koran, sunna i hadisy, a edżtehad jest niedopuszczalny, odmawiało uznawania władzy Safawidów. Obok uczonych skoncentrowanych na egzegezie muzułmańskiej tradycji w okresie safawidzkim istnieli także teologowie o bardziej filozoficznym podejściu, skupieni wokół dworu w Isfahanie i stąd nazywani czasami szkołą isfahańską. Za jej założyciela uważa się Mir Damada (zm. 1630), zaś za najwybitniejszego przedstawiciela jego ucznia Mollę Sadrę (zm. 1640). W nauczaniu szkoły doszło do syntezy teologii imamickiej, falsafy Al-Farabiego i Awicenny oraz iluminacjonizmu Sohrawardiego ze spekulatywnym sufizmem Ibn Arabiego (zm. 1240). Boskie objawienie ("szar"), ludzki intelekt ("akl") i mistyczne oświecenie ("kaszf") były w niej równoprawnymi drogami do jedynej prawdy.

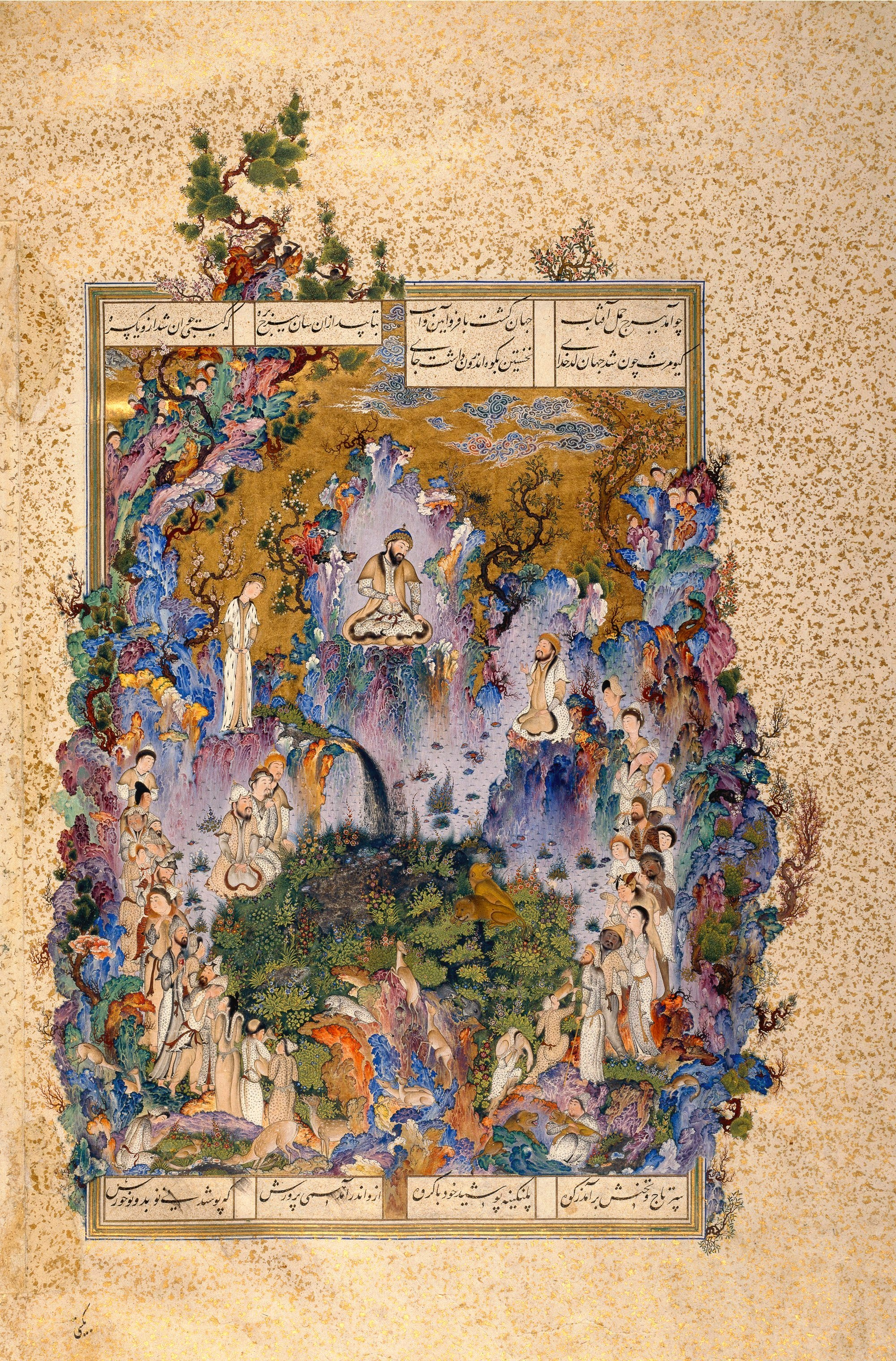
Dwór Gajomarsa – miniatura z Szahname szacha Tahmaspa, przypisywana Soltanowi Mohammadowi. Zbiory Muzeum Agi Chana w Toronto

Safawidzi rozpoczynali swoje rządy jako przywódcy koczowników, żyjący blisko swoich poddanych, z armią polegającą na zaciągu plemiennym i administracją opierającą się na plemiennej hierarchii. Z biegiem czasu stali się oni jednak osiadłymi monarchami, zgodnie z perską tradycją wyniesionymi w stosunku do swoich poddanych i odizolowanymi od nich na swoim dworze. W armii pojawili się gholamowie, w administracji rosła rola perskich, cywilnych urzędników, na czele z wielkim wezyrem, a coraz większa część ziemi traciła status własności feudalnej i stawała się ziemią królewską. Sztuka safawidzka wyrosła z połączenia tradycji turkmeńskich i timurydzkich, czego symbolem może być fakt, że kiedy Tahmasp wrócił z Heratu do Tebrizu w 1522 roku zabrał ze sobą Behzada. To pod patronatem następcy Esma'ila powstała tzw. Szahname szacha Tahmaspa, zawierająca 258 miniatur i wspaniałą kaligrafię, "największa Szahname w perskiej historii". W późniejszym okresie Tahmasp odwrócił się od sztuki i najważniejszym centrum malarstwa stał się Meszhed, gdzie namiestnikiem był jego bratanek, Ebrahim Mirza (zm. 1577). Owocem jego patronatu była wspaniała edycja Haft Awrang Dżamiego. Na dworze Abbasa I działał "największy malarz safawidzkich czasów", Reza Abbasi (zm. 1635). Abbas był jednak przede wszystkim wielkim budowniczym. Najważniejszym dziełem jego panowania była bez wątpienia rozbudowa nowej stolicy, Isfahanu, z jego największym w Iranie placem w centrum, z pałacem Ali Kapu po stronie zachodniej, stanowiącym jednocześnie wejście do ogrodów szacha, gdzie znajdował się kolejny pałac, Czehel sotun, oraz ogromnym Meczetem Królewskim po stronie południowej. Zgodnie z tradycyjnym sądem perskiej krytyki, mającym swoje korzenie już w połowie XVIII wieku, uważa się często, że za panowania Safawidów nastąpił upadek perskiej literatury, za co winą z reguły obarcza się dominujący w ówczesnej poezji tzw. styl indyjski, z jego skłonnością do nagromadzenia możliwie najbardziej wyszukanych środków formalnych. Ogromna liczba perskich poetów tego okresu emigrowała do Indii, gdzie pod niezwykle hojnym patronatem Wielkich Mogołów i innych dynastii kultywujących perską kulturę uprawiała charakterystyczną dla stylu indyjskiego wyszukaną lirykę dworską. Współcześnie dąży się jednak do bardziej wyważonej oceny literatury okresu, zwracając uwagę na wartość dzieł poszczególnych twórców, takich choćby jak Saʿeb (zm. 1676), "największy poeta literatury safawidzkiej".

## Władcy
- Esma'il I (1501 – 1524)
- Tahmasp I (1524 – 1576)
- Esma'il II (1576 – 1577)
- Mohammad Chodabande (1577 – 1587)
- Abbas I Wielki (1587 – 1629)
- Safi I (1629 – 1642)
- Abbas II (1642 – 1666)
- Safi II (1666 – 1694)
- Soltan Hosejn (1694 – 1722)

– panowanie dynastii Ghilzai (1722 – 1729)
- Tahmasp II (1729 – 1732)
- Abbas III (1732 – 1736)

– panowanie dynastii Afszarydów (1736 – 1749)
- Solejman II (1749 – 1750)
- Esma'il III (1750 – 1773) (marionetkowy szach Karim Chana)